# Elbert Tuganov

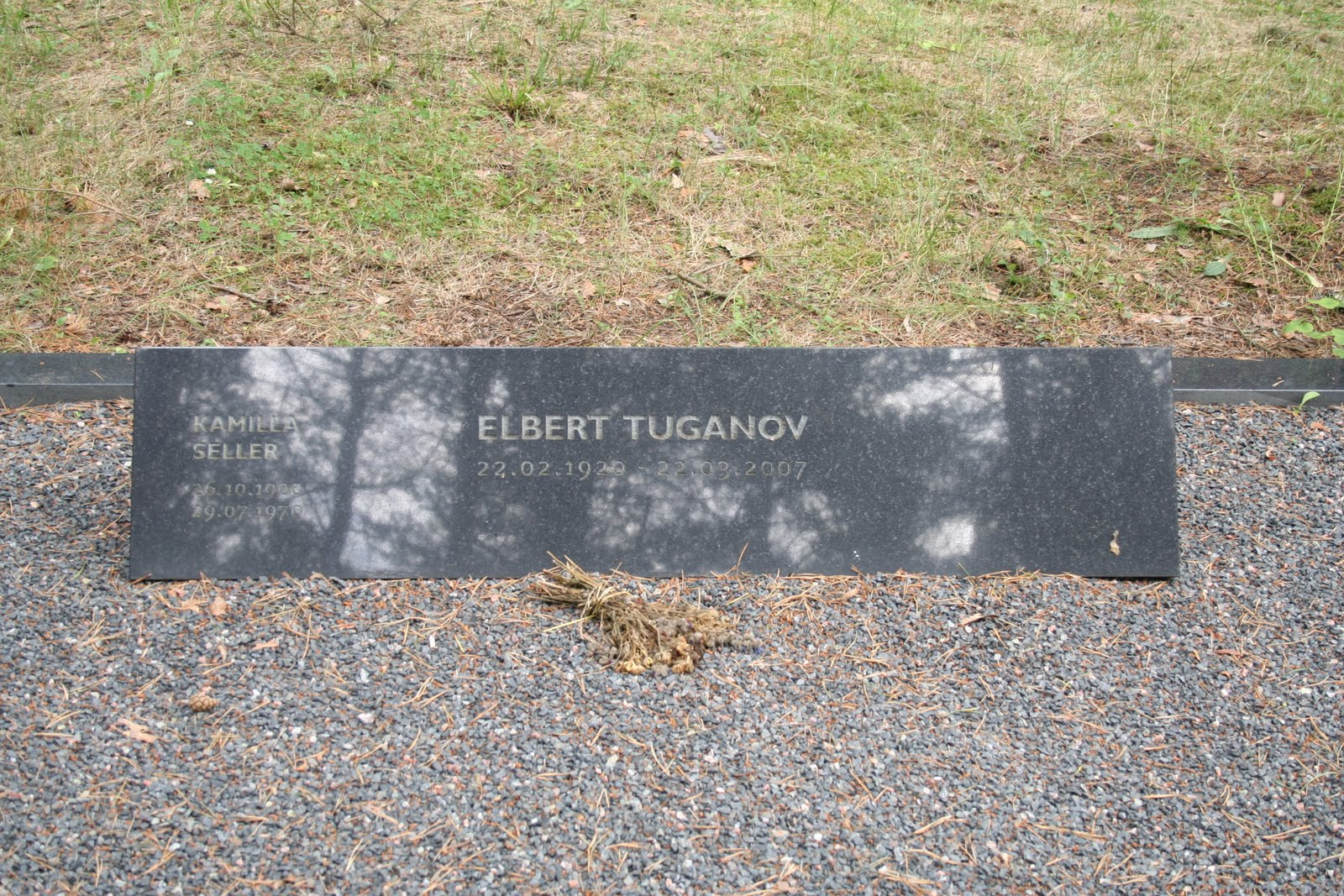
Grób Elberta Tuganova na cmentarzu Pärnamäe w Tallinnie

Elbert Tuganov (ur. 22 lutego 1920, zm. 22 marca 2007) – radziecki i estoński reżyser filmów animowanych. Zasłużony Działacz Sztuk Estońskiej SRR. Uczestnik II wojny światowej. Od 1946 roku pracował w studiu „Tallinnfilm”. Twórca filmów lalkowych. Członek ASIFA. Pionier estońskiego filmu lalkowego. Zmarł w wieku 87 lat. Pochowany na cmentarzu Pärnamäe w Tallinnie.

## Wybrana filmografia

### Reżyseria
- 1961: Ott w kosmosie

## Nagrody
- 1963: Nagroda na I Festiwalu Filmów Aeronautyki i Astronautyki w Deauville (Francja) za film Ott w kosmosie